# يوسف يوسفي
يوسف يوسفي سياسي جزائري تولي عدة مناصب وزارية ودبلوماسية منها الوزير الأول بالنيابة خلفا لعبد المالك
سلال تقنوقراطيا سبق له أن اضطلع بالعديد من المسؤوليات في الجزائر. منها وزارة الخارجية ووزارة الطاقة والمناجم وعرفت تقلده الوزارة الاخيرة أزمة سقوط أسعار النفط في الأسواق العالمية وأزمة رفض إستغلال الغاز الصخري في الجزائر التي فشل في احتواء الوضع وتسير الأزمة التي خرجت عن نطاقه وأخذت بعداً دوليا.

## النشأة والتحصيل العلمي
ولد يوسف يوسفي يوم 2 أفريل 1941 في بلدية شير بولاية باتنة. حصل يوسفي على شهادة الدكتوراه في العلوم الفيزيائية من جامعة نانسي بفرنسا وشهادة مهندس من المدرسة الوطنية العليا للصناعات الكيمائية في فرنسا وشهادة في علوم الاقتصاد
بين سنتي 1973 و1978 عمل يوسف يوسف أستاذ محاضر ثم أستاذ في الهندسة الكيميائية بالمدرسة الوطنية متعددة التقنيات بالجزائر بجامعة هواري بومدين للعلوم والتكنولوجيا، بباب الزوار وأشرف أيضا على معهد الكيمياء.

## المناصب التي تقلدها
- 1979: نائب رئيس مجمع سوناطراك
- 1985: مدير عام لمجمع سوناطراك
- 1988: رئيس مجلس إدارة صندوق المساهمات «مناجم محروقات وري»
- 1996: مدير ديوان برئاسة الجمهورية
- 1997: انتخب نائبا بالمجلس الشعبي الوطني
- 1997 - 1999: وزير الطاقة والمناجم
- 1998 - 1999: رئيس منظمة الدول المصدرة للنفط
- 1999 - 2000: وزير الشؤون الخارجية
- 2000 - 2001: وزير منتدب لدى رئيس الحكومة
- 2001 - 2005: سفير في أوتاوا بكندا
- 2006 - 2008: ممثل دائم لدى الأمم المتحدة في نيويورك.[14]
- 2008 - 2010: سفير بتونس.[15]
- 2010 - 2015: وزير الطاقة والمناجم
- 2014: وزير أول بالنيابة.[13]
- 2017 وزير الصناعة والمناجم.